# Cearivne, Berezivka
Cearivne (în ucraineană Чарівне) este un sat în comuna Mîkolaiivka din raionul Berezivka, regiunea Odesa, Ucraina.

## Demografie
Componența lingvistică a localității Cearivne
     Ucraineană (75,56%)
     Română (15,56%)
     Rusă (8,89%)
Conform recensământului din 2001, majoritatea populației localității Cearivne era vorbitoare de ucraineană (75,56%), existând în minoritate și vorbitori de română (15,56%) și rusă (8,89%).